# Michael Glowatzky
Michael Glowatzky (1º luglio 1960) è un ex calciatore tedesco orientale, dal 1990 tedesco, di ruolo centrocampista.